# 灌木柳
灌木柳（学名：Salix saposhnikovii）是杨柳科柳属的植物。分布在俄罗斯、蒙古以及中国大陆的新疆等地，生长于海拔1,800米至2,000米的地区，多生长于山区河流沿岸、低湿地以及林缘，目前尚未由人工引种栽培。

## 异名
- Salix phylicifolia auct. non L.